# Jon Kabat-Zinn

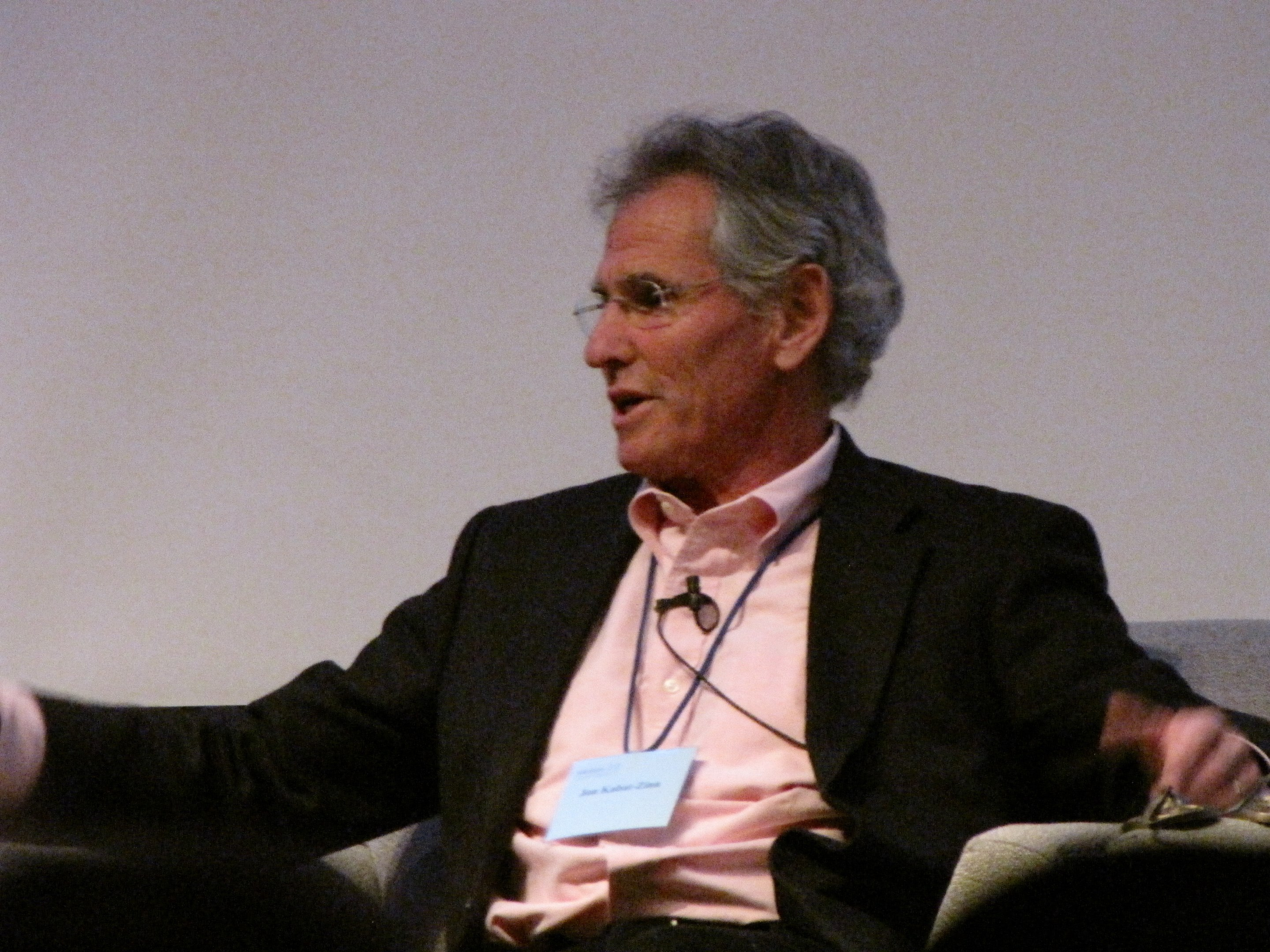
Jon Kabat-Zinn

Jon Kabat-Zinn (* 5. Juni 1944 in New York) ist emeritierter Professor an der University of Massachusetts Medical School in Worcester. Er unterrichtet Achtsamkeitsmeditation, um Menschen zu helfen, besser mit Stress, Angst und Krankheiten umgehen zu können.
Während seines Berufslebens hat er sich stark dafür engagiert, die Achtsamkeitspraxis in Medizin und Gesellschaft bekannt zu machen und zu etablieren. Kabat-Zinn hat Beiträge zu einem modernen Gesundheitswesen – vor allem in den USA – geleistet und sich dabei sowohl in seiner Forschung als auch in der Lehre auf die Zusammenhänge von körperlichen Vorgängen und geistigen Aktivitäten konzentriert.

## Leben
Kabat-Zinn, der als Sohn des Immunologen Elvin A. Kabat geboren wurde, erhielt 1971 einen Ph.D. in Molekularbiologie vom MIT, wo er unter dem Medizin-Nobelpreisträger Salvador Edward Luria arbeitete.
1965 besuchte er nach eigenen Angaben als 21-Jähriger eine Vorlesung des buddhistischen Lehrers Philip Kapleau, die bei ihm das Interesse für Meditation weckten, die er seitdem regelmäßig praktizierte.

## Mindfulness-Based Stress Reduction
1979 gründete er die mittlerweile renommierte Stress Reduction Clinic, deren Geschäftsführer er bis 1995 war; hier begann er das Programm der  Mindfulness-Based Stress Reduction (MBSR) zu vermitteln und seine Auswirkungen in einer umfangreichen Begleitforschung zu untersuchen. MBSR ist ein achtwöchiger Kurs, in dem teilweise aus Hatha Yoga, Vipassana und Zen stammende, aufeinander abgestimmte Aufmerksamkeitsübungen und die Achtsamkeitsmeditation miteinander verbunden sind. In den USA bieten etwa 250 Kliniken ihren Patienten ein MBSR-Training an. In Deutschland sind es psychosomatische Fachkliniken.
Kabat-Zinn ist Gründer und ehemaliger Geschäftsführer des 1995 etablierten Center for Mindfulness in Medicine, Health Care and Society (CFM) (Zentrum für Achtsamkeit in Medizin, Gesundheitswesen und Gesellschaft) an der University of Massachusetts Medical School.
Er gehört zu den Wissenschaftlern, die an den Dialogen und Konferenzen des Mind and Life Institute beteiligt sind.

## Schriften
- Gesund durch Meditation. Das vollständige Grundlagenwerk zu MBSR. [Originaltitel: Full Catastrophe Living.] Erste vollständige Ausgabe. Otto Wilhelm Barth, München 2011, ISBN 978-3-426-29193-1 (amerikanische Originalausgabe, New York 1990). Gekürzte Taschenbuchausgabe: Knaur. Reihe MensSana. München. April 2011. ISBN 978-3-426-87538-4
- Im Alltag Ruhe finden. [Originaltitel: Wherever you go, there you are.] Das umfassende praktische Meditationsprogramm. Herder, Freiburg 1998 (7. Aufl.) ISBN 3-451-05132-X
- Stressbewältigung durch die Praxis der Achtsamkeit. Arbor, Freiamt 1999 ISBN 978-3-924195-57-1
- Die heilende Kraft der Achtsamkeit. Arbor, Freiamt 2004 ISBN 978-3-936855-99-9
- Zur Besinnung kommen. Die Weisheit der Sinne und der Sinn der Achtsamkeit in einer aus den Fugen geratenen Welt. Arbor, Freiamt 2006 ISBN 978-3-936855-82-1
- Mit Kindern wachsen. Die Praxis der Achtsamkeit in der Familie. Arbor, Freiamt 2006 (Erstauflage 1998). ISBN 978-3-936855-48-7
- Achtsamkeit & Meditation im täglichen Leben. Arbor, Freiamt 2007 ISBN 978-3-936855-56-2
- Bei sich selbst zuhause sein. Arbor, Freiamt 2008 ISBN 978-3-936855-59-3
- Achtsamkeit für Anfänger. Arbor, Freiamt 2009 ISBN 978-3-936855-61-6
- Die MBSR-Yogaübungen. Arbor, Freiburg 2010 ISBN 978-3-86781-033-3
- Die heilende Kraft der Meditation. Arbor, Freiburg ISBN 9783867810715